# Тридесет седма изложба УЛУС-а (1964)
Тридесет седма изложба УЛУС-а одржана је 1964. године на неколико локација у Београду. На основу одлуке Управе Удружења ликовних уметника Србије изложба је истовремено отворена у Уметничком павиљону "Цвијета Зузорић",у Галерији УЛУС-а на Теразијама и у Галерији Војног музеја на Калемегдану. Плакат и насловну страну каталога ове изложбе израдио је Миодраг Вујачић. Изложба је имала три теме:
- Београд
- Човек и рад
- Свет маште

## Уметнички савет

### Сликарство
- Милун Митровић, председник
- Лазар Вујаклија
- Бранко Протић
- Зоран Петровић
- Бранко Станковић
- Иван Табаковић
- Алекса Челебоновић

### Вајарство
- Матија Вуковић, председник
- Милан Верговић
- Олга Јеврић

### Графика
- Божидар Џмерковић, председник
- Бошко Карановић
- Марио Маскарели

## Жири
Жири за доделу награда на овој изложби чинили су следћи уметници:
- Мило Милуновић
- Лазар Вујаклија
- Драгослав Ђорђевић
- Ђорђе Кадијевић
- Зорица Мутавџић
- Слободан Санадер
- Љубица Сокић
- Павле Стефановић

## Излагачи
У Галерији на Теразијама приказани су радови на тему Човек и рад следећих уметника.
1. Анте Абрамовић
2. Граимир Алексић
3. Никола Антов
4. Милан Бесарабић
5. Слободан Гавриловић
6. Душан Гаковић
7. Драго Галић
8. Милош Гвозденовић
9. Милија Глишић
10. Милорад Дамњановић
11. Даринка Ђорђевић
12. Јован Ервачиновић
13. Ђорђе Илић
14. Вида Јоцић
15. Оливера Кангрга
16. Богомил Карлаварис
17. Даница Кокановић
18. Антон Краљић
19. Јарослав Кратина
20. Ото Лого
21. Шана Лукић
22. Александар Луковић
23. Мира Марковић Сандић
24. Душан Миловановић
25. Коља Милуновић
26. Живорад Михаиловић
27. Раденко Мишевић
28. Саша Мишић
29. Миша Младеновић
30. Татјана Пајевић
31. Јефто Перић
32. Дада Попоски
33. Мирослав Протић
34. Павле Радовановић
35. Иван Радовић
36. Бошко Рисимовић
37. Екатарина Ристивојев
38. Габор Силађи
39. Феђа Соретић
40. Милић Станковић
41. Драган Ћирковић
42. Славољуб Чворовић
43. Мила Џокић

У Галерији Војног музеја приказани су радови на тему Београд следећих уметника:
1. Крста Андрејевић
2. Даница Антић
3. Маринко Бензон
4. Михаил Беренђија
5. Војтех Братуша
6. Лазар Вујаклија
7. Миодраг Вујачић
8. Руди Габерц
9. Слободан Гавриловић
10. Драго Галић
11. Мило Димитријевић
12. Милица Динић
13. Дана Докић
14. Даринка Ђорђевић
15. Заре Ђорђевић
16. Александар Јовановић
17. Гордана Јовановић
18. Богомил Карлаварис
19. Лиза Крижанић-Марић
20. Драган Лубарда
21. Светолик Лукић
22. Здравко Мандић
23. Милун Митровић
24. Саша Мишић
25. Душан Мишковић
26. Марклен Мосијенко
27. Лепосава Павловић
28. Слободан Пејовић
29. Јелисавета Петровић
30. Миодраг Петровић
31. Славка Петровић-Средовић
32. Милорад Пешић
33. Татјана Поздњаков
34. Мирко Почуча
35. Божа Продановић
36. Бранко Станковић
37. Милић Станковић
38. Боривоје Стевановић
39. Живко Стојсављевић
40. Војислав Тодорић
41. Сабахадин Хоџић
42. Иван Цветко
43. Зуко Џумхур
44. Томислав Шебековић
45. Александар Шиверт
46. Кемал Ширбеговић
47. Милена Шотра

У Уметничком павиљону "Цвијета Зузорић" приказани су радови на тему Светови маште следећих уметника:
1. Анте Абрамовић
2. Борис Анастасијевић
3. Даница Антић
4. Момчило Антоновић
5. Милош Бајић
6. Ана Бешлић
7. Коста Богдановић
8. Олга Богдановић-Милуновић
9. Славољуб Богојевић
10. Ђорђе Бошан
11. Војтех Братуша
12. Ана Виђен
13. Мемнуна Вила Богданић
14. Гага Вуковић
15. Венија Вучинић-Турински
16. Душан Гаковић
17. Драго Галић
18. Милош Гвозденовић
19. Ратомир Глигоријевић
20. Миливој Елим-Грујић
21. Света Ђурић
22. Јован Ервачиновић
23. Миодраг Живковић
24. Оља Ивањицки
25. Богољуб Ивковић
26. Војислав Јакић
27. Иван Јакобчић
28. Љубодраг Јанковић
29. Вера Јосифовић
30. Вида Јоцић
31. Мира Јуришић
32. Оливера Кангрга
33. Томислав Каузларић
34. Десанка Керечки
35. Божидар Ковачевић
36. Љубомир Кокотовић
37. Марко Крсмановић
38. Богдан Кршић
39. Боривоје Ликић
40. Драган Лубарда
41. Александар Луковић
42. Бранислав Макеш
43. Зоран Мандић
44. Бранко Манојловић
45. Мирјана Мареш
46. Мира Марковић-Сандић
47. Милан Мартиновић
48. Вукосава Мијатовић
49. Душан Миловановић
50. Коља Милуновић
51. Бранко Миљуш
52. Витомир Митровић
53. Милун Митровић
54. Живорад Михаиловић
55. Велизар Михић
56. Раденко Мишевић
57. Миодраг Нагорни
58. Милија Нешић Лула
59. Рајко Николић
60. Мирјана Николић-Пећинар
61. Бранко Омчикус
62. Татјана Пајевић
63. Живка Пајић
64. Владета Петрић
65. Градимир Петровић
66. Зоран Петровић
67. Јелена Петровић
68. Слободан Петровић
69. Гордана Поповић
70. Мирко Почуча
71. Божидар Продановић
72. Бранислав Протић
73. Мирослав Протић
74. Љубомир Рајчевић
75. Саво Ракочевић
76. Бошко Рисим Рисимовић
77. Маријан Савиншек
78. Миша Сарић
79. Слободан Сотиров
80. Димитрије Сретеновић
81. Милић Станковић
82. Едуард Степанчић
83. Мирко Стефановић
84. Татјана Тарновски
85. Ђурђе Теодоровић
86. Халил Тиквеша
87. Владислав Тодоровић
88. Јелена Ћирковић
89. Бранко Фило Филиповић
90. Драгутин Цигарчић
91. Славољуб Чоровић
92. Глигор Чемерески
93. Катица Чешљар
94. Милена Чубраковић
95. Божидар Џмерковић
96. Мила Џокић
97. Леонид Шејка
98. Јелисавета Шобер-Поповић

## Награђени
За сваку тему појединачно додељене су по две награде од по 200.000 динара. За тему Човек и рад био је награђен сликар Ђорђе Илић за рад Поправка канализације и вајарка Вида Јоцић за скулптуру Радник. Сликар Драган Лубарда и сликар Војислав Тодоровић били су добитници награде за тему Београд, са радовима Поглед на Калемегдан и Улица Београда. За тему Светови маште награђени су били сликар Милун Митровић за дело Предео и графичар Халил Тиквеша за графике Поподне и Цигански табор.